# 伊賀鉄道

路線図

伊賀鉄道株式会社（いがてつどう、英: Iga Railway Co., Ltd.）は、近鉄グループホールディングス傘下の鉄道事業会社、近畿日本鉄道（近鉄）の子会社で三重県西部を走る伊賀線の運営を行う鉄道会社である。2007年（平成19年）10月1日付けで近鉄より伊賀線の運営を引き継いでいる。当初は近鉄グループホールディングスの連結会社であったが、事業形態の変更に伴い、2017年（平成29年）度より非連結会社に変更された。
「伊賀鉄道」の名前は1922年（大正11年）の伊賀線全通時の運営会社名と同じで、1926年（大正15年）伊賀電気鉄道に社名を変更してから81年振りに復活したことになる。
社紋は親会社近畿日本鉄道の社紋の中央に「 I 」の文字を入れたものになっている。

## 沿革
- 2007年（平成19年）3月26日 - 近畿日本鉄道98%・伊賀市2%の出資により、伊賀鉄道株式会社設立[5]。
  - 5月9日 - 伊賀線の第二種鉄道事業許可を申請。
  - 7月31日 - 国土交通省中部運輸局に対し、伊賀鉄道の運賃を申請。
  - 8月31日 - 国土交通省中部運輸局より、伊賀鉄道の運賃が認可。
  - 10月1日 - 近畿日本鉄道より伊賀線を引き継ぎ運営を開始[5]。近畿日本鉄道が第三種鉄道事業者として線路などの施設や車両を保有し、伊賀鉄道は第二種鉄道事業者として列車の運行業務を行う。
  - 12月1日 - 「一日フリー乗車券」発売開始。
- 2008年（平成20年）7月7日 - 持参人有効の年間フリーパスを発売開始。運賃は140,620円（上野市 - 伊賀神戸間の6か月通勤定期の2枚分）
- 2017年（平成29年）4月 - 近畿日本鉄道から伊賀市に鉄道施設が無償譲渡され、公有民営方式に移行[6]。伊賀市の出資割合が25%に増える[7]とともに、伊賀市が伊賀線の第三種鉄道事業者となる[8]。
- 2019年（平成31年）2月27日 - 上野市駅に多言語対応の自動券売機が2台導入。翌28日には、伊賀神戸駅に2台、茅町駅に1台導入。
- 2023年（令和5年）2月20日 - 自社ホームページ上にて、忍者列車のデザインで伊賀線に関わり、同月13日に死去した漫画家松本零士へのお悔やみの言葉を発表[9]。
- 2024年（令和6年）3月9日 - ICOCAを導入[10][11]。交通系ICカード全国相互利用サービス対応のICカードも利用可能となるが、接続する近鉄大阪線・JR関西本線のようにPiTaPa交通利用エリアではないため、PiTaPaで乗車する場合はプリペイド方式となる。

## 鉄道事業

### 路線
- 伊賀線：伊賀上野駅 - 伊賀神戸駅 16.6 km

### 車両
2017年の公有民営方式移行後は、全車両を伊賀市が保有し、伊賀鉄道がそれを借り受けて運行している。2009年12月に導入した200系は伊賀鉄道が所有していたが、近鉄時代から2012年まで伊賀線で運行していた860系はすべて近鉄の所有で、伊賀鉄道はそれを借り受けて運行していた。

### 運賃
大人旅客運賃（小児・障害者半額・10円未満切り上げ） - 2025年2月1日改定。単位：円。
| キロ程 km | 普通運賃 | 通勤定期 1か月 | 通学定期 1か月 |
| --------- | -------- | -------------- | -------------- |
| 1 - 3     | 220      | 8,960          | 4,030          |
| 4 - 6     | 280      | 11,210         | 5,050          |
| 7 - 10    | 330      | 13,440         | 6,050          |
| 11 - 14   | 400      | 15,700         | 7,070          |
| 15 - 17   | 450      | 17,930         | 8,080          |

- 定期運賃の割引率：通勤32.1%、通学69.5%（初乗り220円区間）
  - 通学は通勤の半額弱の金額になっている。
- 年間フリーパス「伊賀エコロジーパス」も発売されている。発売額は169,560円（400円区間の6か月通勤定期の倍額）で、持参人式となっている。
  - 通学用には2025年2月1日から12か月通学定期券が発売されている（400円区間は71,270円）。
- 手回り品料金[14]
  - 縦・横・高さの合計が250 cm以内、長さ2 m以内、1個当たりの重量が30 kg以内のもの2個まで。 - 無料
  - ケースに入れた小動物など。 - 290円。

#### 企画乗車券
伊賀鉄道一日フリー乗車券
伊賀線全線が1日乗り放題となる。無人駅が多いため、降車時に車内の車掌に提示する。以前は前売りも行っていたが、2020年4月1日より紙券は当日分のみの発売となっている。
発売額 大人800円 （小児半額。2009年12月31日までは大人600円、2010年1月1日から2014年3月31日までは大人700円、2014年4月1日から2019年9月30日までは大人720円、2019年10月1日から2025年1月31日までは大人740円）
発売場所 伊賀神戸駅・茅町駅・上野市駅（自動券売機または窓口で購入できる）。その他の駅から乗車する場合は、車内で「引換券」を購入することとなる。この引換券は前記3駅で乗車券と交換可能である。
RYDEのスマートフォンアプリ「RYDE PASS」でデジタル乗車券としても発売している。利用28日前から購入できる。

ユネスコ無形文化遺産登録記念入場券セット
2017年4月16日より三岐鉄道・養老鉄道と共に3社沿線の祭りがユネスコ無形文化遺産に登録されたことを記念して発売している。

## その他
接続駅となる伊賀神戸駅では、近鉄大阪線と伊賀線との連絡通路が閉鎖され、廃止した旧6番線跡に新たに伊賀鉄道線への連絡通路が設置された。このため伊賀鉄道線に乗り継ぐには、一旦近鉄線の改札を出なければならなくなった。また新会社移管に関連してかどうかは不明であるが、伊賀神戸駅の構内売店が9月末をもって廃止された。なお大阪線と伊賀線の連絡通路は、朝のラッシュ時に限り学生および定期券所持者専用乗換え口（2007年12月10日までは学生専用乗換え口）として開放されている。ただし、近鉄から伊賀鉄道への乗り換えに限られており、伊賀鉄道から近鉄の場合は通常通り改札を通る必要がある。